# St. Andreas (Lauingen)

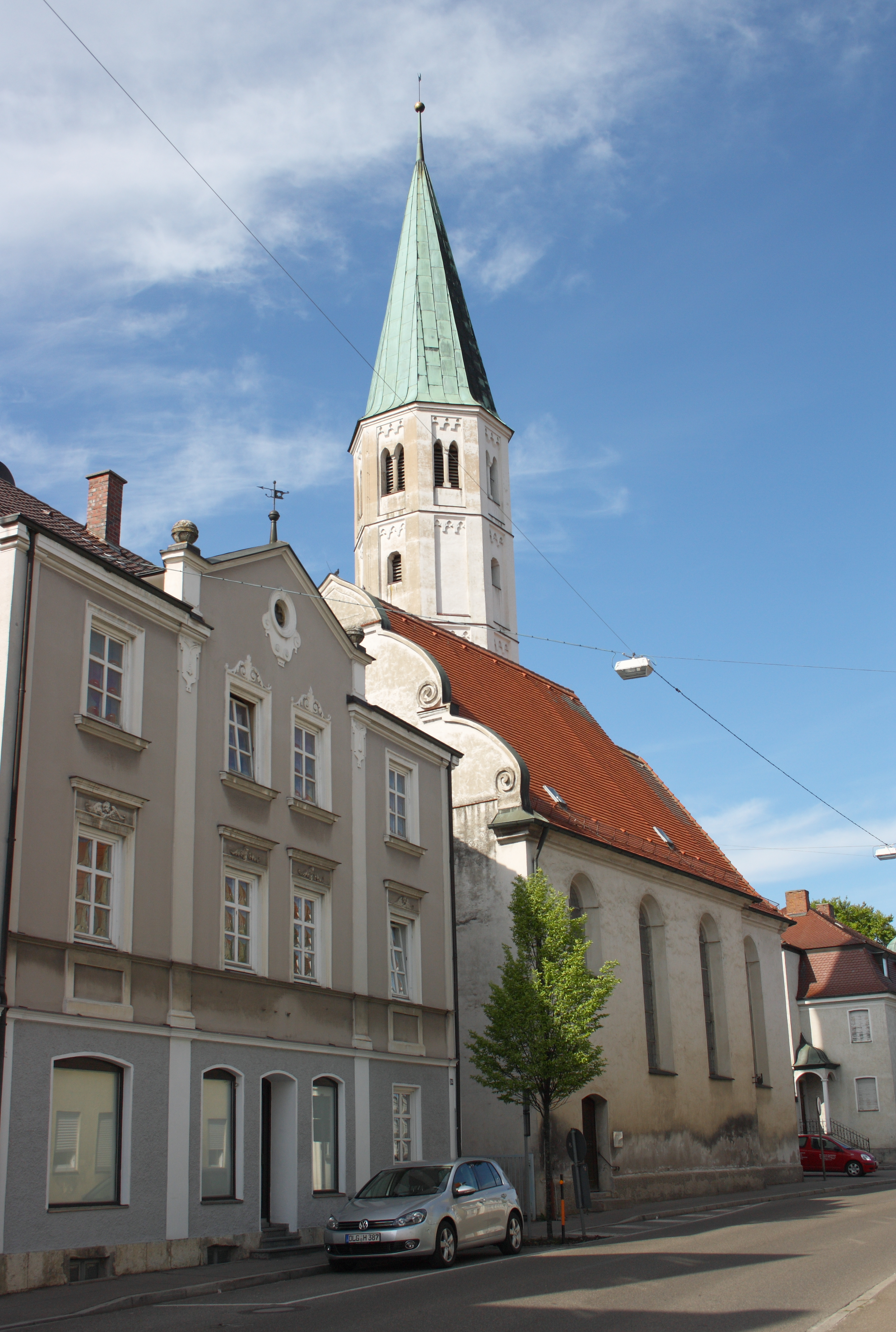
St. Andreas in Lauingen

Die römisch-katholische Kirche St. Andreas steht in Lauingen, einer Stadt im schwäbischen Landkreis Dillingen an der Donau von Bayern. Das Bauwerk ist in der Liste der Baudenkmäler in Lauingen (Donau) als Baudenkmal unter der Nr. D-7-73-144-127 eingetragen.

## Beschreibung
Die traufständige Saalkirche wurde in der ersten Hälfte des 15. Jahrhunderts erbaut und im 16. Jahrhundert mehrfach verändert. Sie besteht aus einem Langhaus, einem eingezogenen, dreiseitig geschlossenen Chor im Nordosten und einem Chorflankenturm im Winkel von Langhaus und Chor, der mit achteckigen Geschossen aufgestockt und mit einem spitzen Helm bedeckt wurde. Die Fassade im Südwesten ist mit einem Volutengiebel bedeckt. 
Der Innenraum des Langhauses ist mit einem Stichkappengewölbe überspannt. Das Fresko im Chor zeigt den Salvator mundi. Auf dem Altarretabel des Hochaltars, der von den Statuen des Antonius von Padua und des Ulrich von Augsburg flankiert wird, ist die Heilige Familie dargestellt.